# 古山憲正
古山憲正（ふるやま かんせい、1998年 - ）は、日本の俳優。

## 出演

### 映画
- それからのこと、これからのこと (2016年6月)
- TOKYO INTERNET LOVE (2016年8月）
- カランコエの花（2018年）
- My Doll Filter (Bis)(2017年11月)
- 透明花火(2018年)

### ドラマ
マクドナルド・マックグラン WEBドラマ『Club House クラブハウス』(2017年10月)

### ミュージック・ビデオ
- asobius 「big love lovers」（2016年5月）-主演
- TeensEver story (2016年12月）-主演
- POLTA 「エンドオブザワールド」（2017年1月）-主演
- 夏代孝明 「ケイデンス」（2017年1月）-主演
- 雨のパレード「Change your mind] (2017年２月）
- 井上実優 「Shake up」（2017年7月）

### プロモーションビデオ
- sony ストップモーション (2016年8月）-主演

### モデル
- BALMUNG 16aw(2016年5月)
- TOMOMIOSAKI 16aw(2016年4月)
- 縷縷夢兎インスタレーション(2016年11月)
- TOYOTA Web 広告（2017年３月）

### CM
ダメ恋図鑑 WEB CM

### 雑誌
HIGHmagazine (2017年12月)